# بيراميفير
بيراميفير (بالإنجليزية: Peramivir)‏ هو مضاد فيروسات تنتجه بايوكريست لعلاج النزلة الوافدة. بيراميفير ينتمي لمجموعة مثبطات نورامينيداز، حيث يعمل على شكل مثبط تماثلي للحالة الانتقالية لإنزيم النورامينيداز وبهذه الطريقة يمنع انتقال الفيروسات الجديدة من الانتقال من الخلايا المصابة بالعدوى. يستخدم هذا الدواء وريديا.
حصل بيراميفير على ترخيص إدارة الغذاء والدواء في تشرين الأول 2009 من خلال ترخيص الاستخدام الطارئ على أساس نتائج التجارب السريرية للمرحلتين الأولى والثانية والمرحلة الثالثة المحدودة. انتهى ترخيص الاستخدام الطارئ في حزيران 2010. في 19 كانون الأول 2014، حصل بيراميفير على ترخيص إدارة الغذاء والدواء لعلاج عدوى الإنفلاونزا في البالغين.
بيراميفير مرخص استخدامه في كوريا الجنوبية واليابان، وهو العلاج الوريدي الوحيد لإنفلونزا الخنازير.

## الأسماء التجارية
- في الولايات المتحدة: رابيفاب (Rapivab)
- في كوريا الجنوبية: بيراميفلو (Peramiflu)
- في اليابان: رابياكتا (Rapiacta)